# 王子神社 (東京都北区)

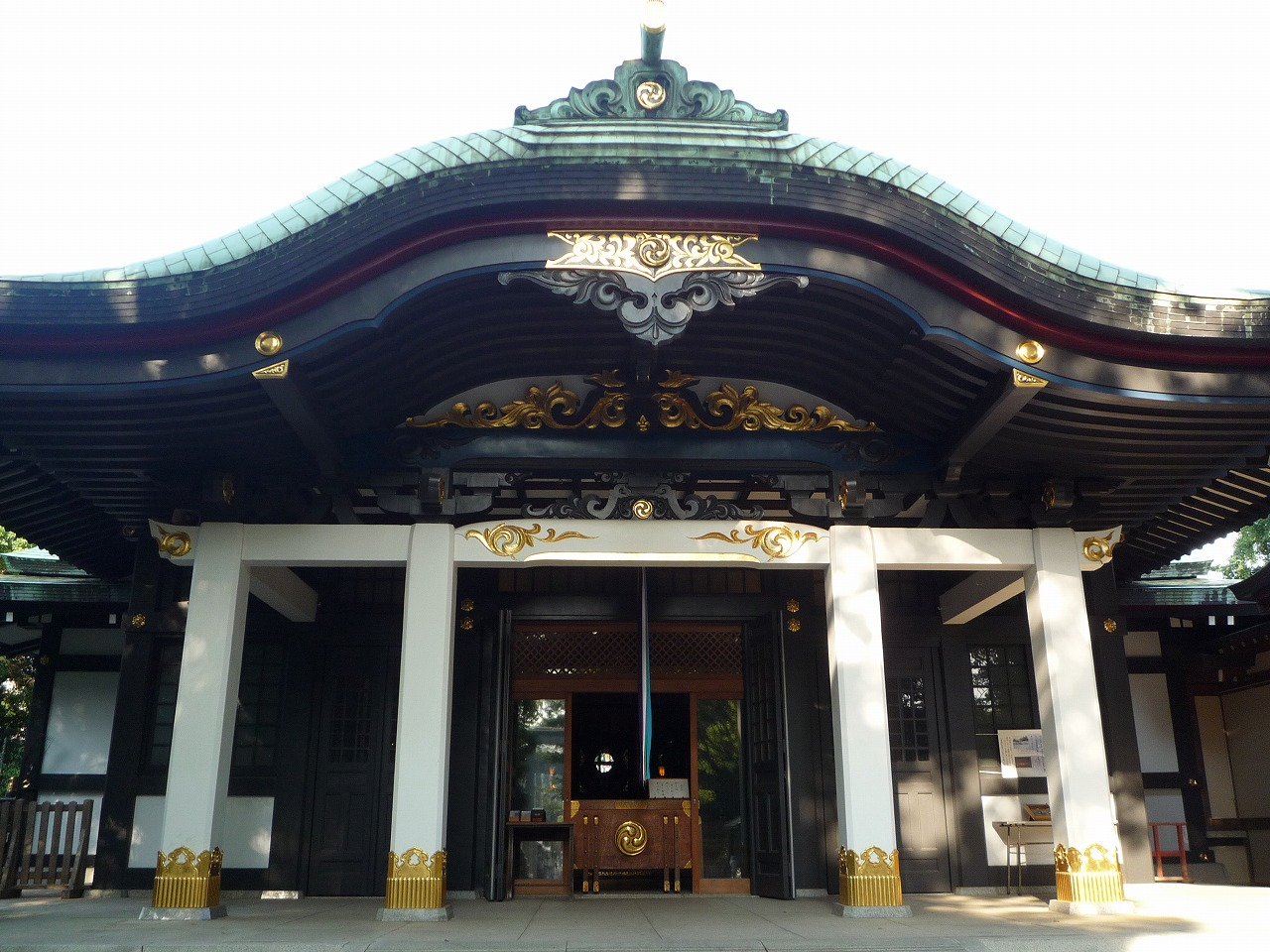
拝殿（近影）

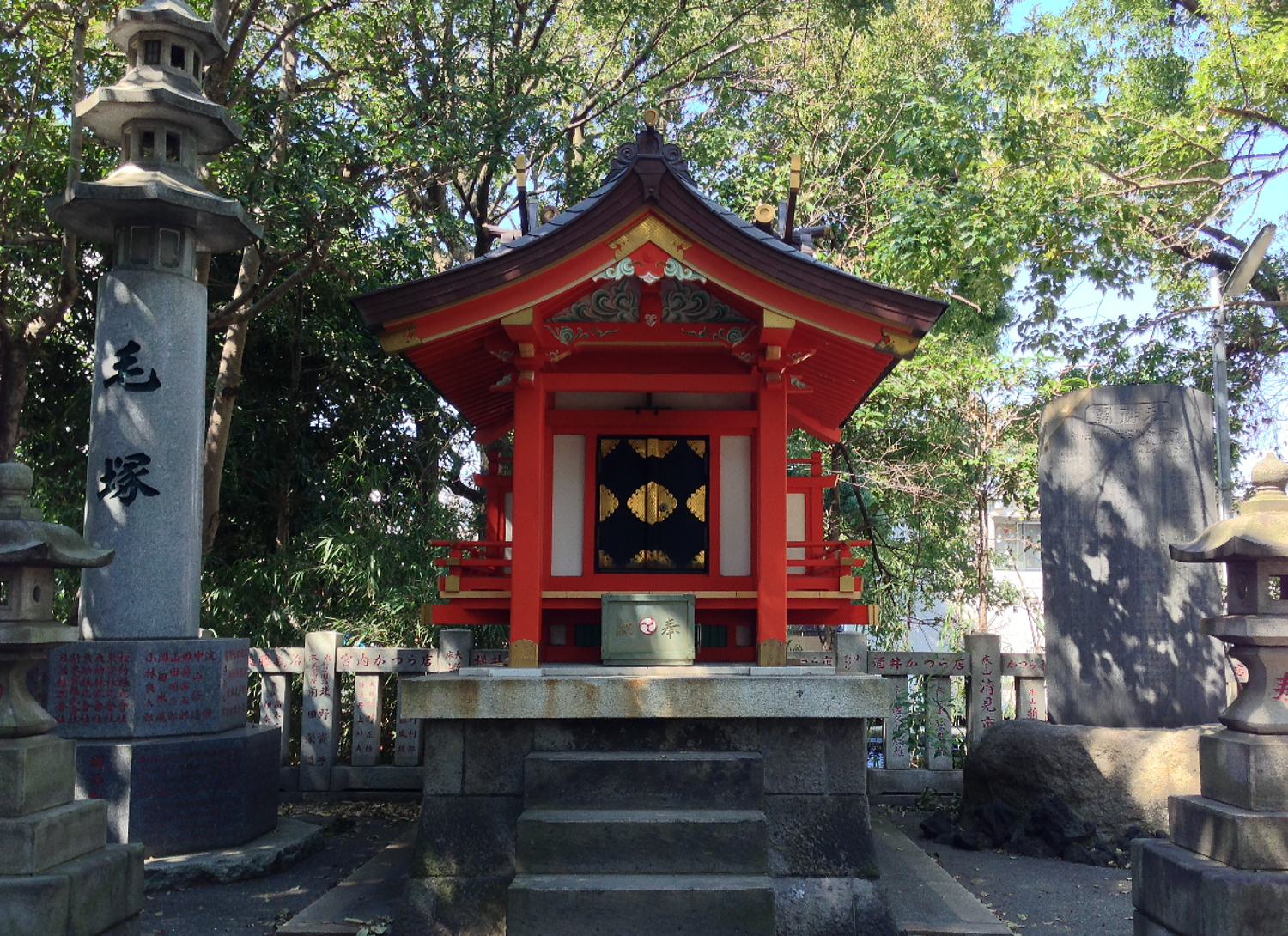
「関神社」と「毛塚」

王子神社（おうじじんじゃ）は、東京都北区王子本町にある神社である。旧称は王子権現。この一帯の「王子」という地名の由来である。

## 祭神
- 王子大神（伊邪那岐命、伊邪那美命、天照大御神、速玉男命、事解男命の総称）

## 歴史
創建年月日は不詳である。平安時代の康平（1058年 - 1065年）年間に、源義家が奥州征伐のおり、当地で金輪仏頂を修法し、凱旋の日に甲冑を奉納した。鎌倉時代末期の文保（1317年 - 1319年）および元弘（1331年 - 1334年）年間、当地の領主豊島氏が社殿を再興し、熊野新宮の浜王子より「若一王子宮」を改めて勧請・奉斎し、王子神社となる。
明治初期、准勅祭社に指定された。昭和20年（1945年）、太平洋戦争の戦災で社殿を焼失。戦後の昭和39年（1964年）、昭和57年（1982年）の二回の造営を経て社殿を再建した。
令和4年（2022年）9月4日、豊島氏による創建から700年を記念する祭りが催され、田楽舞（後述）が奉納された。

## 御神徳
開運厄除、子育大願

## 田楽舞
八月の例大祭には北区無形民俗文化財に指定されている王子神社の田楽舞が奉納されている。

## 攝末社

### 関神社
主祭神は蝉丸公（神霊）、逆髪姫（神霊）、古屋美女（神霊）である。
蝉丸公は延喜帝の第四皇子で、髪の毛が逆髪である故に嘆き悲しむ姉君「逆髪姫」のために侍女の「古屋美女」に命じて「かもじ・かつら」を考案して髪を整える工夫をしたと伝わる。ことから「音曲諸芸道の神」「髪の祖神」と崇敬を集めていて、「関蝉丸神社」として、逢坂山（滋賀県大津市）に祀られている、その御神徳を敬仰する人達が「かもじ業者」を中心として江戸時代に奉斎された。関連する伝承については能『蝉丸』を参照。
1945年4月13日に戦災で社殿を焼失し、戦後の1959年5月24日に再建された。その費用は全国各地のかもじ、かつら、床山、舞踊、演劇、芸能、美容師関係者からの浄財（寄付）で賄われた。

## 氏子地域
以下の氏子地域はいずれも北区内。
- 王子一丁目～五丁目
- 王子本町一丁目～三丁目
- 岸町一丁目～二丁目
- 上十条一丁目～五丁目
- 中十条一丁目～三丁目
- 十条仲原一丁目～四丁目
- 東十条一丁目～六丁目
- 十条台一丁目～二丁目

## アクセス
- JR京浜東北線・東京メトロ南北線王子駅徒歩2分
- 都電荒川線王子駅前停留場徒歩3分

## 関連文献
- 斎藤長秋 編「卷之五 玉衡之部 王子権現社」『江戸名所図会』 3巻、有朋堂書店〈有朋堂文庫〉、1927年、328-339,346頁。NDLJP:1174157/169。